# گلیسرول-۳-فسفات
گلیسرول-۳-فسفات (به انگلیسی: Glycerol 3-phosphate) با فرمول شیمیایی C۳H۹O۶P یک ارگانوفسفات با شناسه پاب‌کم ۷۵۴ و جرم مولی آن ۱۷۲٫۰۷۴ g/mol می‌باشد. این ترکیب طی واکنش زیر از اثر آنزیم گلیسرول کیناز بر گلیسرول تولید می‌شود:
ATP + گلیسیرین <=> ADP + sn-glycerol 3-phosphate

## شاتل گلیسرول ۳ فسفات شاتل
واکنشهای glycolysis pathway در سیتوسول انجام می‌شوند ولی اسید پیرویک حاصل برای اکسیداسیون بیشتر از طریق ناقل تری کربوکسیلات وارد ماتریکس میتوکندری می‌شود. از آنجا که زنجیره انتقال الکترون در غشای داخلی میتوکندری مستقر است اکی والانهای احیا کننده‌ای که در طی مسیر گلیکولیز پدید آمدند برای آنکه انرژی خود را به ATP منتقل کنند می‌بایست از لامینای میتوکندری عبور نمایند. برای این منظور در غشای میتوکندری دو شاتل دیده می‌شود. شاتل مالات ـ آسپارتات و شاتل گلیسرول ـ فسفات که شاتل مالات آسپارتات به ازای هر نیکوتین آمید احیا یک نیکوتین آمید دیگر را وارد میتوکندری می‌کند و شاتل گلیسرول فسفات به ازای هر نیکوتین آمید یک فلاوین آدنین را به سوی زنجیره انتقال الکترون می‌فرستد.